# AFCチャンピオンズリーグ2015 グループリーグ
AFCチャンピオンズリーグ2015 グループリーグ (AFC Champions League 2015 group stage)は、2015年2月24日から5月6日まで開催されたAFCチャンピオンズリーグ2015 本戦の第1ステージである。予選プレーオフを勝ち抜いた8チームと、直接本戦出場権を獲得した24チームの計32チームで行われる。各グループを勝ち抜いた16チームが決勝トーナメントへ進出する。

## 抽選
組み合わせ抽選会は2014年12月11日にクアラルンプールのAFCハウスにて行われた。その模様はAFCの公式YouTubeチャンネルでライブ配信された。

参加する32チームは4チームずつ8組に分かれる。同一協会に所属するチームが同じグループに入ることはない。グループステージはラウンドロビン方式で6試合を戦う。

カントリーポットの抽選結果が以下の通りである
| 地区   | ポジション     | カントリー ポット        |
| ------ | -------------- | ------------------------ |
| 西地区 | A1, B2, C3, D4 | サウジアラビア+(PO1勝者) |
| 西地区 | B1, C2, D3, A4 | ウズベキスタン+(PO3勝者) |
| 西地区 | C1, D2, A3, B4 | イラン+(PO2勝者)         |
| 東地区 | E1, F2, G3, H4 | 韓国+(PO1勝者)           |
| 東地区 | F1, G2, H3, E4 | 日本+(PO2勝者)           |

括弧内の打ち消しされたクラブは抽選時のクラブである
| 地区   | グループ | 1                    | 2                          | 3                        | 4                              |
| ------ | -------- | -------------------- | -------------------------- | ------------------------ | ------------------------------ |
| 西地区 | A        | アル・ナスル         | レフウィヤ                 | ペルセポリス             | ブニョドコル (PO3勝者)         |
| 西地区 | B        | パフタコール         | アル・シャバブ             | アル・アイン             | ナフト・テヘラン (PO2勝者)     |
| 西地区 | C        | フーラード           | ロコモティフ・タシュケント | アル・ヒラル             | アル・サッド(PO4勝者)          |
| 西地区 | D        | アル・アハリ・ドバイ | トラークトゥール           | ナサフ・カルシ           | アル・アハリ・ジッダ (PO1勝者) |
| 東地区 | E        | 全北現代モータース   | 山東魯能                   | ベカメックス・ビンズオン | 柏レイソル (PO2勝者)           |
| 東地区 | F        | ガンバ大阪           | 城南FC                     | ブリーラム・ユナイテッド | 広州富力 (PO3勝者)             |
| 東地区 | G        | ブリスベン・ロアー   | 浦和レッズ                 | 水原三星ブルーウィングス | 北京国安 (PO4勝者)             |
| 東地区 | H        | 広州恒大             | ウェスタン・シドニー       | 鹿島アントラーズ         | FCソウル (PO1勝者)             |

## 順位決定方法
各グループの上位2チームがラウンド16に進出する。勝ち点は勝利3、引き分け1、敗退0として計算を行う。各グループで勝ち点が同点のチームが2つ以上ある場合は、以下の順に比較して順位を決定する。
1. 当該チーム同士の対戦における、勝ち点の多少
2. 当該チーム同士の対戦における、得失点差
3. 当該チーム同士の対戦における、ゴール数の多少
4. 当該チーム同士の対戦における、アウェーゴール数の多少
5. 1から4を、(全ての順位が決まるまで)繰り返し適用する。決められない場合は、下記6以降を適用
6. 当該チームのグループ全試合における、得失点差
7. 当該チームのグループ全試合における、ゴール数の多少
8. ここまで参照し、それでも2クラブが差がつかず、さらにその両方が同じ試合会場にいる場合は、PK戦を行う
9. 警告および退場処分になった回数をポイント化 (警告＝1ポイント、2回目の警告による退場＝3ポイント、いわゆる一発退場＝3ポイント、警告に続いて退場＝4ポイント)し、ポイントの少ない方を上位とする
10. AFCランキング(国・協会別)の順位の高い方の所属チームを上位とする

## グループステージ

### 西地区

#### グループA
| チーム       | 試 | 勝 | 分 | 敗 | 得 | 失 | 差 | 点 |
| ------------ | -- | -- | -- | -- | -- | -- | -- | -- |
| レフウィヤ   | 6  | 4  | 1  | 1  | 9  | 5  | +4 | 13 |
| ペルセポリス | 6  | 4  | 0  | 2  | 7  | 7  | 0  | 12 |
| アル・ナスル | 6  | 2  | 2  | 2  | 7  | 6  | +1 | 8  |
| ブニョドコル | 6  | 0  | 1  | 5  | 2  | 7  | −5 | 1  |

| 2015年2月24日 20:25 UTC+3 |

| アル・ナスル      | 1 - 1    | ブニョドコル      |
| エストヤノフ 51分 | レポート | ウリンボエフ 14分 |

| キング・ファハド国際スタジアム, リヤド 観客数: 23,664人 主審: ムハンマド・タキー |

| 2015年2月24日 18:00 UTC+3:30 |

| ペルセポリス                                    | 3 - 0    | レフウィヤ |
| ベンガル 60分 · ノルーズィー 66分 · ヌーリ 83分 | レポート |            |

| アザディ・スタジアム, テヘラン 観客数: 15,350人 主審: ヘッティカムカナムジェ・ペレラ |

| 2015年3月3日 18:15 UTC+3 |

| レフウィヤ    | 1 - 1    | アル・ナスル       |
| ヴァイス 51分 | レポート | ムーサ 47分 (o.g.) |

| アブドゥッラー・ビン・ハリーファ・スタジアム, ドーハ 観客数: 3,840人 主審: モハナド・カシム・エーセー・サレイ |

| 2015年3月3日 18:00 UTC+5 |

| ブニョドコル | 0 - 1    | ペルセポリス       |
|              | レポート | ヌーリ 21分 (pen.) |

| ブニョドコル・スタジアム, タシュケント 観客数: 21,285人 主審: 金東真 |

| 2015年3月17日 20:30 UTC+3 |

| アル・ナスル                                                        | 3 - 0    | ペルセポリス |
| ミェジェイェフスキ 32分 · エストヤノフ 86分 · アッ＝ラヒーブ 90+5分 | レポート |              |

| キング・ファハド国際スタジアム, リヤド 観客数: 20,315人 主審: 佐藤隆治 |

| 2015年3月17日 18:00 UTC+5 |

| ブニョドコル | 0 - 1    | レフウィヤ         |
|              | レポート | 南泰煕 28分 (pen.) |

| ブニョドコル・スタジアム, タシュケント 観客数: 9,820人 主審: 飯田淳平 |

| 2015年4月8日 18:30 UTC+3 |

| レフウィヤ    | 1 - 0    | ブニョドコル |
| ヴァイス 43分 | レポート |              |

| アブドゥッラー・ビン・ハリーファ・スタジアム, ドーハ 観客数: 3,188人 主審: アブドゥッラー・アル・ヒラリ |

| 2015年4月8日 18:30 UTC+4:30 |

| ペルセポリス       | 1 - 0    | アル・ナスル |
| タレミ 62分 (pen.) | レポート |              |

| アザディ・スタジアム, テヘラン 観客数: 100,000人 主審: 馬寧 |

| 2015年4月22日 18:30 UTC+3 |

| レフウィヤ                                      | 3 - 0    | ペルセポリス |
| ムサクニ 69分 · 南泰煕 83分 · アフィーフ 90+3分 | レポート |              |

| アブドゥッラー・ビン・ハリーファ・スタジアム, ドーハ 観客数: 4,877人 主審: ベンジャミン・ウィリアムス |

| 2015年4月22日 19:00 UTC+5 |

| ブニョドコル | 0 - 1    | アル・ナスル            |
|              | レポート | ミエジェイェフスキ 33分 |

| ブニョドコル・スタジアム, タシュケント 観客数: 3,153人 主審: 廖國文 |

| 2015年5月6日 19:05 UTC+3 |

| アル・ナスル        | 1 - 3    | レフウィヤ                                               |
| アッ＝ラヒーブ 36分 | レポート | ムサクニ 28分 · 南泰煕 32分 · セバスティアン 58分 (pen.) |

| キング・ファハド国際スタジアム, リヤド 観客数: 40,915人 主審: キム・ジョンヒョク |

| 2015年5月6日 20:35 UTC+4:30 |

| ペルセポリス                                  | 2 - 1    | ブニョドコル  |
| ヌーリ 49分 (pen.) · ジュラバエフ 73分 (o.g.) | レポート | ラシドフ 61分 |

| アザディ・スタジアム, テヘラン 観客数: 100,000人 主審: 山本雄大 |

#### グループB
| チーム           | 試 | 勝 | 分 | 敗 | 得 | 失 | 差 | 点 |
| ---------------- | -- | -- | -- | -- | -- | -- | -- | -- |
| アル・アイン     | 6  | 3  | 3  | 0  | 7  | 2  | +5 | 12 |
| ナフト・テヘラン | 6  | 2  | 2  | 2  | 8  | 8  | 0  | 8  |
| パフタコール     | 6  | 1  | 3  | 2  | 6  | 8  | −2 | 6  |
| アル・シャバブ   | 6  | 1  | 2  | 3  | 5  | 8  | −3 | 5  |

| 2015年2月24日 16:30 UTC+5 |

| パフタコール                      | 2 - 1    | ナフト・テヘラン |
| マハラーゼ 48分 · セルゲエフ 85分 | レポート | ゴルバニ 59分    |

| パフタコール・マルカジイ・スタジアム, タシュケント 観客数: 4,913人 主審: 當麻政明 |

| 2015年2月24日 19:00 UTC+4 |

| アル・アイン | 0 - 0    | アル・シャバブ |
|              | レポート |                |

| ハッザーア・ビン・ザーイド・スタジアム, アル・アイン 観客数: 15,426人 主審: モフド・アミリル・イズワン・ビン・ヤーコブ |

| 2015年3月3日 20:20 UTC+3 |

| アル・シャバブ                      | 2 - 2    | パフタコール                             |
| アル＝ハイバリー 35分 · ハザジ 84分 | レポート | セルゲエフ 62分 · マハラーゼ 71分 (pen.) |

| プリンス・ファイサル・ビン・ファハド・スタジアム, リヤド 観客数: 5,404人 主審: ピーター・グリーン |

| 2015年3月3日 18:00 UTC+3:30 |

| ナフト・テヘラン | 1 - 1    | アル・アイン       |
| クーロシ 50分    | レポート | ギャン 58分 (pen.) |

| アザディ・スタジアム, テヘラン 観客数: 3,300人 主審: 譚海 |

| 2015年3月18日 17:00 UTC+5 |

| パフタコール | 0 - 1    | アル・アイン  |
|              | レポート | ストッフ 61分 |

| パフタコール・マルカジイ・スタジアム, タシュケント 観客数: 8,675人 主審: キム・ジョンヒョク |

| 2015年3月18日 18:00 UTC+3:30 |

| ナフト・テヘラン                  | 2 - 1    | アル・シャバブ     |
| モタハリー 86分 · パドヴァニ 90分 | レポート | ハザジ 43分 (pen.) |

| アザディ・スタジアム, テヘラン 観客数: 1,560人 主審: 金東真 |

| 2015年4月7日 20:35 UTC+3 |

| アル・シャバブ | 0 - 3    | ナフト・テヘラン                                    |
|                | レポート | アミリ 57分 · モタハリー 83分 · アリヤーリー 90+1分 |

| プリンス・ファイサル・ビン・ファハド・スタジアム, リヤド 観客数: 5,035人 主審: ヘッティカムカナムジェ・ペレラ |

| 2015年4月7日 19:15 UTC+4 |

| アル・アイン        | 1 - 1    | パフタコール      |
| ケンボ＝エココ 20分 | レポート | セルゲエフ 45+2分 |

| ハッザーア・ビン・ザーイド・スタジアム, アル・アイン 観客数: 6,872人 主審: ファハド・アル・マッリ |

| 2015年4月22日 20:40 UTC+3 |

| アル・シャバブ | 0 - 1    | アル・アイン |
|                | レポート | ギャン 58分  |

| プリンス・ファイサル・ビン・ファハド・スタジアム, リヤド 観客数: 1,977人 主審: 東城穣 |

| 2015年4月22日 19:00 UTC+4:30 |

| ナフト・テヘラン | 1 - 1    | パフタコール |
| レザイー 25分    | レポート | コザク 36分  |

| アザディ・スタジアム, テヘラン 観客数: 1,840人 主審: 金相佑 |

| 2015年5月6日 20:30 UTC+5 |

| パフタコール | 0 - 2    | アル・シャバブ                                |
|              | レポート | シャンマリー 6分 · アル・アスター 65分 (pen.) |

| パフタコール・マルカジイ・スタジアム, タシュケント 観客数: 3,638人 主審: モフド・アミリル・イズマン・ビン・ヤーコブ |

| 2015年5月6日 19:30 UTC+4 |

| アル・アイン                                                     | 3 - 0    | ナフト・テヘラン |
| O・アブドゥッラフマーン 63分 · ギャン 74分 · ケンボ＝エココ 87分 | レポート |                  |

| ハッザーア・ビン・ザーイド・スタジアム, アル・アイン 観客数: 4,299人 主審: ピーター・グリーン |

#### グループC
| チーム                     | 試 | 勝 | 分 | 敗 | 得 | 失 | 差 | 点 |
| -------------------------- | -- | -- | -- | -- | -- | -- | -- | -- |
| アル・ヒラル               | 6  | 4  | 1  | 1  | 9  | 4  | +5 | 13 |
| アル・サッド               | 6  | 3  | 1  | 2  | 9  | 9  | 0  | 10 |
| フーラード                 | 6  | 1  | 3  | 2  | 2  | 4  | −2 | 6  |
| ロコモティフ・タシュケント | 6  | 1  | 1  | 4  | 10 | 13 | −3 | 4  |

| 2015年2月25日 16:00 UTC+3:30 |

| フーラード | 0 - 0    | アル・サッド |
|            | レポート |              |

| ガディール・スタジアム, アフヴァーズ 観客数: 37,843人 主審: 金相佑 |

| 2015年2月25日 20:30 UTC+3 |

| アル・ヒラル                                              | 3 - 1    | ロコモティフ・タシュケント |
| カリーリー 11分 · サーレム 14分 · チアゴ・ネーヴィス 71分 | レポート | ミルザエフ 39分            |

| キング・ファハド国際スタジアム, リヤド 観客数: 17,440人 主審: キム・ジョンヒョク |

| 2015年3月4日 15:00 UTC+5 |

| ロコモティフ・タシュケント | 1 - 1    | フーラード        |
| ゾテエフ 6分               | レポート | ジャマーティ 32分 |

| ロコモティフ・スタジアム, タシュケント 観客数: 7,456人 主審: 佐藤隆治 |

| 2015年3月4日 18:45 UTC+3 |

| アル・サッド    | 1 - 0    | アル・ヒラル |
| イブラヒム 29分 | レポート |              |

| ジャシム・ビン・ハマド・スタジアム, ドーハ 観客数: 6,843人 主審: アハメド・アルカフ |

| 2015年3月17日 16:00 UTC+3:30 |

| フーラード | 0 - 0    | アル・ヒラル |
|            | レポート |              |

| ガディール・スタジアム, アフヴァーズ 観客数: 37,452人 主審: ジャレッド・ジレット |

| 2015年3月17日 18:45 UTC+3 |

| アル・サッド | 6 - 2    | ロコモティフ・タシュケント                   |
| イブラヒム 27分 (pen.) · アル・ハイドゥース 34分 · ベルハジ 40分 · ムリキ 50分 · ハサン 63分 · グラフィッチ 66分 | レポート | コヤシェヴィッチ 56分 · ハサノフ 77分 (pen.) |

| ジャシム・ビン・ハマド・スタジアム, ドーハ 観客数: 4,100人 主審: ベンジャミン・ウィリアムス |

| 2015年4月8日 16:00 UTC+5 |

| ロコモティフ・タシュケント                                                           | 5 - 0    | アル・サッド |
| ビクマエフ 7分, 14分 · シャアフメドフ 55分 · コヤシェヴィッチ 79分 · コリアン 90+1分 | レポート |              |

| ロコモティフ・スタジアム, タシュケント 観客数: 3,852人 主審: 金東真 |

| 2015年4月8日 20:45 UTC+3 |

| アル・ヒラル                                    | 2 - 0    | フーラード |
| アルシャムラニ 46分 · アッ＝シャハラーニー 61分 | レポート |            |

| キング・ファハド国際スタジアム, リヤド 観客数: 20,087人 主審: 當麻政明 |

| 2015年4月21日 16:00 UTC+5 |

| ロコモティフ・タシュケント | 1 - 2    | アル・ヒラル                               |
| アフドゥハリコフ 90+4分    | レポート | アル・アビド 56分 · A・アッ＝ズーリー 72分 |

| ロコモティフ・スタジアム, タシュケント 観客数: 3,974人 主審: ナゴル・アミル・ヌール・モハメド |

| 2015年4月21日 19:00 UTC+3 |

| アル・サッド | 1 - 0    | フーラード |
| ムリキ 42分  | レポート |            |

| ジャシム・ビン・ハマド・スタジアム, ドーハ 観客数: 3,455人 主審: モフド・アミリル・イズマン・ビン・ヤーコブ |

| 2015年5月5日 20:35 UTC+4:30 |

| フーラード              | 1 - 0    | ロコモティフ・タシュケント |
| ジャハーンティーグ 89分 | レポート |                            |

| ガディール・スタジアム, アフヴァーズ 観客数: 2,142人 主審: 馬寧 |

| 2015年5月5日 19:05 UTC+3 |

| アル・ヒラル                           | 2 - 1    | アル・サッド                   |
| サーレム 20分 · カソーラー 69分 (o.g.) | レポート | アル・ハイドゥース 32分 (pen.) |

| キング・ファハド国際スタジアム, リヤド 観客数: 9,394人 主審: コ・ヒュンジン |

#### グループD
| チーム               | 試 | 勝 | 分 | 敗 | 得 | 失 | 差 | 点 |
| -------------------- | -- | -- | -- | -- | -- | -- | -- | -- |
| アル・アハリ・ジッダ | 6  | 3  | 3  | 0  | 11 | 7  | +4 | 12 |
| アル・アハリ・ドバイ | 6  | 2  | 2  | 2  | 8  | 8  | 0  | 8  |
| ナサフ・カルシ       | 6  | 2  | 2  | 2  | 5  | 5  | 0  | 8  |
| トラークトゥール     | 6  | 1  | 1  | 4  | 7  | 10 | −3 | 4  |

| 2015年2月25日 20:25 UTC+4 |

| アル・アハリ・ドバイ                    | 3 - 3    | アル・アハリ・ジッダ                                               |
| アル・ハマディ 19分, 79分 · カリル 43分 | レポート | オスヴァウド 2分 · アル＝ムガフウィー 41分 · アル＝ジャーシム 57分 |

| アール・ラーシド・スタジアム, ドバイ 観客数: 7,200人 主審: 東城穣 |

| 2015年2月25日 18:00 UTC+5 |

| ナサフ・カルシ                    | 2 - 1    | トラークトゥール |
| ショムロドフ 46分 · カリモフ 52分 | レポート | エジーニョ 32分  |

| カルシ・マルカジイ・スタジアム, カルシ 観客数: 11,160人 主審: アブドゥッラー・アル・ヒラリ |

| 2015年3月4日 16:00 UTC+3:30 |

| トラークトゥール  | 1 - 0    | アル・アハリ・ドバイ |
| アフマジャデ 40分 | レポート |                      |

| ヤーデガーレ・エマーム・スタジアム, タブリーズ 観客数: 25,830人 主審: コ・ヒョンジン |

| 2015年3月4日 20:15 UTC+3 |

| アル・アハリ・ジッダ                  | 2 - 1    | ナサフ・カルシ      |
| アル・ソマ 22分 · アル・ジャマン 78分 | レポート | ゲヴォルクヤン 65分 |

| キング・アブドゥッラー・スポーツシティ, ジッダ 観客数: 19,855人 主審: ストロブル・デロフスキ |

| 2015年3月18日 20:35 UTC+4 |

| アル・アハリ・ドバイ | 0 - 0    | ナサフ・カルシ |
|                      | レポート |                |

| アール・ラーシド・スタジアム, ドバイ 観客数: 3,121人 主審: モハナド・カシム・エーセー・サレイ |

| 2015年3月18日 20:20 UTC+3 |

| アル・アハリ・ジッダ        | 2 - 0    | トラークトゥール |
| アル＝ジャーシム 71分, 79分 | レポート |                  |

| キング・アブドゥッラー・スポーツシティ, ジッダ 観客数: 45,482人 主審: アハマド・アブ・バカル・サイド・アル・カフ |

| 2015年4月7日 16:00 UTC+4:30 |

| トラークトゥール                | 2 - 2    | アル・アハリ・ジッダ    |
| エジーニョ 60分 · サゲビー 77分 | レポート | アッ＝ソーマ 74分, 90分 |

| ヤーデガーレ・エマーム・スタジアム, タブリーズ 観客数: 32,500人 主審: 佐藤隆治 |

| 2015年4月7日 19:00 UTC+5 |

| ナサフ・カルシ | 0 - 1    | アル・アハリ・ドバイ |
|                | レポート | リベイロ 81分        |

| カルシ・マルカジイ・スタジアム, カルシ 観客数: 15,500人 主審: キム・ジョンヒョク |

| 2015年4月21日 18:00 UTC+4:30 |

| トラークトゥール | 1 - 2    | ナサフ・カルシ            |
| キヤーニー 52分  | レポート | ゲヴォルクヤン 59分, 71分 |

| ヤーデガーレ・エマーム・スタジアム, タブリーズ 観客数: 15,000人 主審: ムハンマド・タキー |

| 2015年4月21日 20:30 UTC+3 |

| アル・アハリ・ジッダ              | 2 - 1    | アル・アハリ・ドバイ |
| アスィーリー 78分 · セザル 90+4分 | レポート | リベイロ 16分        |

| キング・アブドゥッラー・スポーツシティ, ジッダ 観客数: 15,842人 主審: アブドゥッラー・バリデー |

| 2015年5月5日 19:30 UTC+4 |

| アル・アハリ・ドバイ              | 3 - 2    | トラークトゥール                        |
| リベイロ 58分 · カリル 77分, 88分 | レポート | バイラム 21分 · ナリマンジャハーン 67分 |

| アール・ラーシド・スタジアム, ドバイ 観客数: 3,540人 主審: 金東真 |

| 2015年5月5日 20:30 UTC+5 |

| ナサフ・カルシ | 0 - 0    | アル・アハリ・ジッダ |
|                | レポート |                      |

| カルシ・マルカジイ・スタジアム, カルシ 観客数: 16,000人 主審: 家本政明 |

### 東地区

#### グループE
| チーム                   | 試 | 勝 | 分 | 敗 | 得 | 失 | 差 | 点 |
| ------------------------ | -- | -- | -- | -- | -- | -- | -- | -- |
| 柏レイソル               | 6  | 3  | 2  | 1  | 14 | 9  | +5 | 11 |
| 全北現代モータース       | 6  | 3  | 2  | 1  | 14 | 6  | +8 | 11 |
| 山東魯能                 | 6  | 2  | 1  | 3  | 13 | 17 | −4 | 7  |
| ベカメックス・ビンズオン | 6  | 1  | 1  | 4  | 6  | 15 | −9 | 4  |

| 2015年2月24日 19:00 UTC+9 |

| 全北現代モータース | 0 - 0    | 柏レイソル |
|                    | レポート |            |

| 全州ワールドカップ競技場, 全州 観客数: 13,422人 主審: クリス・ビース |

| 2015年2月24日 18:00 UTC+7 |

| ベカメックス・ビンズオン       | 2 - 3    | 山東魯能                      |
| オセニ 48分 · 汪強 56分 (o.g.) | レポート | 王永珀 47分 · 楊旭 60分, 81分 |

| ゴーザウ・スタジアム, トゥーザウモット 観客数: 8,913人 主審: ベンジャミン・ウィリアムス |

| 2015年3月3日 15:30 UTC+8 |

| 山東魯能  | 1 - 4    | 全北現代モータース                                            |
| 楊旭 61分 | レポート | エドゥー 21分 · 韓教元 71分 · 李在成 76分 · レオナルド 90+3分 |

| 済南オリンピックスポーツセンター, 済南 観客数: 27,386人 主審: アブドゥッラー・ハッサン・モハメド |

| 2015年3月3日 19:00 UTC+9 |

| 柏レイソル                                                                       | 5 - 1    | ベカメックス・ビンズオン |
| 工藤壮人 42分, 67分 · ヴランコヴィッチ 44分 (o.g.) · 金昌洙 56分 · 大谷秀和 75分 | レポート | オセニ 82分              |

| 日立柏サッカー場, 柏 観客数: 5,694人 主審: ファハド・アル・マッリ |

| 2015年3月17日 19:00 UTC+9 |

| 全北現代モータース                  | 3 - 0    | ベカメックス・ビンズオン |
| エニーニョ 16分 · 李同国 41分, 88分 | レポート |                          |

| 全州ワールドカップ競技場, 全州 観客数: 6,704人 主審: アブドゥッラー・バリデー |

| 2015年3月17日 19:00 UTC+9 |

| 柏レイソル                      | 2 - 1    | 山東魯能            |
| 武富孝介 23分 · 輪湖直樹 90+2分 | レポート | モンティージョ 51分 |

| 日立柏サッカー場, 柏 観客数: 7,657人 主審: ラフシャン・イルマトフ |

| 2015年4月8日 19:00 UTC+8 |

| 山東魯能                                                          | 4 - 4    | 柏レイソル                                                    |
| 王永珀 4分 · ウルソ 34分 · モンティージョ 37分 · 楊旭 49分 (pen.) | レポート | レアンドロ 23分 · 工藤壮人 29分 · クリスティアーノ 32分, 76分 |

| 済南オリンピックスポーツセンター, 済南 観客数: 21,631人 主審: アリレザ・ファガニー |

| 2015年4月8日 18:00 UTC+7 |

| ベカメックス・ビンズオン | 1 - 1    | 全北現代モータース |
| ディエン 90+3分          | レポート | エニーニョ 16分    |

| ゴーザウ・スタジアム, トゥーザウモット 観客数: 4,000人 主審: ジャレッド・ジレット |

| 2015年4月22日 19:00 UTC+8 |

| 山東魯能                      | 3 - 1    | ベカメックス・ビンズオン |
| 楊旭 27分, 70分 · ウルソ 61分 | レポート | ホアン 19分              |

| 済南オリンピックスポーツセンター, 済南 観客数: 12,566人 主審: アマル・アリ・アルジェネイビ |

| 2015年4月22日 19:00 UTC+9 |

| 柏レイソル                             | 3 - 2    | 全北現代モータース |
| エドゥアルド 9分 · 武富孝介 20分, 39分 | レポート | 李同国 67分, 81分  |

| 日立柏サッカー場, 柏 観客数: 7,424人 主審: ナワフ・シュクララ |

| 2015年5月6日 19:30 UTC+9 |

| 全北現代モータース                                                 | 4 - 1    | 山東魯能    |
| 李在成 25分 · 金亨鎰 51分 · エニーニョ 80分 (pen.) · エドゥー 88分 | レポート | 王彤 45+1分 |

| 全州ワールドカップ競技場, 全州 観客数: 11,131人 主審: ヘッティカムカナムジェ・ペレラ |

| 2015年5月6日 17:30 UTC+7 |

| ベカメックス・ビンズオン | 1 - 0    | 柏レイソル |
| レ・コン・ビン 56分      | レポート |            |

| ゴーザウ・スタジアム, トゥーザウモット 観客数: 4,600人 主審: ファハド・アル＝ミルダーシ |

#### グループF
| チーム                   | 試 | 勝 | 分 | 敗 | 得 | 失 | 差  | 点 |
| ------------------------ | -- | -- | -- | -- | -- | -- | --- | -- |
| ガンバ大阪               | 6  | 3  | 1  | 2  | 10 | 7  | +3  | 10 |
| 城南FC                   | 6  | 3  | 1  | 2  | 7  | 5  | +2  | 10 |
| ブリーラム・ユナイテッド | 6  | 3  | 1  | 2  | 12 | 7  | +5  | 10 |
| 広州富力                 | 6  | 1  | 1  | 4  | 3  | 13 | −10 | 4  |

※3チームが勝ち点で並んだため、これら3チームの順位は、当該チーム間の対戦戦績により決定される。その結果は以下の通り。
| チーム                   | 試 | 勝 | 分 | 敗 | 得 | 失 | 差 | 点 |
| ------------------------ | -- | -- | -- | -- | -- | -- | -- | -- |
| ガンバ大阪               | 4  | 2  | 1  | 1  | 5  | 5  | 0  | 7  |
| 城南FC                   | 4  | 2  | 0  | 2  | 6  | 5  | +1 | 6  |
| ブリーラム・ユナイテッド | 4  | 1  | 1  | 2  | 5  | 6  | −1 | 4  |

| 2015年2月24日 19:00 UTC+9 |

| ガンバ大阪 | 0 - 2    | 広州富力                    |
|            | レポート | ハムダラー 10分 · 汪嵩 80分 |

| 万博記念競技場, 吹田 観客数: 8,848人 主審: モフセン・トーキー |

| 2015年2月24日 18:00 UTC+7 |

| ブリーラム・ユナイテッド      | 2 - 1    | 城南FC                   |
| プラキット 17分 · マセナ 19分 | レポート | ナルバディン 88分 (o.g.) |

| ブリーラム・スタジアム, ブリーラム 観客数: 8,959人 主審: アブドゥッラー・ハッサン・モハメド |

| 2015年3月3日 19:30 UTC+9 |

| 城南FC                                    | 2 - 0    | ガンバ大阪 |
| リカルド・ブエノ 8分 (pen.) · 黄義助 67分 | レポート |            |

| 炭川総合運動場, 城南 観客数: 7,813人 主審: ラフシャン・イルマトフ |

| 2015年3月3日 19:30 UTC+8 |

| 広州富力  | 1 - 2    | ブリーラム・ユナイテッド  |
| 盧琳 27分 | レポート | 高薛基 44分 · マセナ 90分 |

| 越秀山体育場, 広州 観客数: 9,308人 主審: モフド・アミリル・イズマン・ビン・ヤーコブ |

| 2015年3月17日 19:30 UTC+8 |

| 広州富力 | 0 - 1    | 城南FC      |
|          | レポート | 黄義助 27分 |

| 越秀山体育場, 広州 観客数: 8,638人 主審: ファハド・アル・マッリ |

| 2015年3月18日 19:00 UTC+9 |

| ガンバ大阪    | 1 - 1    | ブリーラム・ユナイテッド |
| 阿部浩之 39分 | レポート | テーラトン 62分          |

| 万博記念競技場, 吹田 観客数: 6,469人 主審: アリレザ・ファガニー |

| 2015年4月7日 19:30 UTC+9 |

| 城南FC | 0 - 0    | 広州富力 |
|        | レポート |          |

| 炭川総合運動場, 城南 観客数: 5,777人 主審: ナワフ・シュクララ |

| 2015年4月7日 18:00 UTC+7 |

| ブリーラム・ユナイテッド | 1 - 2    | ガンバ大阪                    |
| テーラトン 9分           | レポート | リンス 41分 · 大森晃太郎 87分 |

| ブリーラム・スタジアム, ブリーラム 観客数: 23,987人 主審: アハメド・アルカフ |

| 2015年4月22日 19:30 UTC+9 |

| 城南FC                    | 2 - 1    | ブリーラム・ユナイテッド |
| 金斗炫 27分 · 南濬在 38分 | レポート | ジオゴ 77分              |

| 炭川総合運動場, 城南 観客数: 3,762人 主審: ファハド・アル＝ミルダーシ |

| 2015年4月22日 19:30 UTC+8 |

| 広州富力 | 0 - 5    | ガンバ大阪                                                    |
|          | レポート | パトリック 14分, 45分 · 阿部浩之 44分, 68分 · 宇佐美貴史 70分 |

| 越秀山体育場, 広州 観客数: 8,647人 主審: アドハム・マハードメ |

| 2015年5月6日 19:15 UTC+9 |

| ガンバ大阪                    | 2 - 1    | 城南FC      |
| 宇佐美貴史 64分 · リンス 82分 | レポート | 黄義助 15分 |

| 万博記念競技場, 吹田 観客数: 12,821人 主審: アブドゥッラー・ハッサン・モハメド |

| 2015年5月6日 17:15 UTC+7 |

| ブリーラム・ユナイテッド                                | 5 - 0    | 広州富力 |
| ジオゴ 12分, 38分, 56分 · トゥニェス 36分 · マセナ 59分 | レポート |          |

| ブリーラム・スタジアム, ブリーラム 観客数: 17,331人 主審: アマル・アリ・アルジェネイビ |

#### グループG
| チーム                   | 試 | 勝 | 分 | 敗 | 得 | 失 | 差 | 点 |
| ------------------------ | -- | -- | -- | -- | -- | -- | -- | -- |
| 北京国安                 | 6  | 3  | 2  | 1  | 6  | 3  | +3 | 11 |
| 水原三星ブルーウィングス | 6  | 3  | 2  | 1  | 11 | 8  | +3 | 11 |
| ブリスベン・ロアー       | 6  | 2  | 1  | 3  | 7  | 9  | −2 | 7  |
| 浦和レッズ               | 6  | 1  | 1  | 4  | 5  | 9  | −4 | 4  |

| 2015年2月25日 19:30 UTC+10 |

| ブリスベン・ロアー | 0 - 1    | 北京国安      |
|                    | レポート | 邵佳一 90+3分 |

| ロビーナ・スタジアム, ゴールドコースト 観客数: 6,851人 主審: アハメド・アルカフ |

| 2015年2月25日 19:30 UTC+9 |

| 水原三星ブルーウィングス | 2 - 1    | 浦和レッズ      |
| 呉範錫 56分 · レオ 87分  | レポート | 森脇良太 45+1分 |

| 水原ワールドカップ競技場, 水原 観客数: 13,846人 主審: アマル・アリ・アルジェネイビ |

| 2015年3月4日 19:30 UTC+9 |

| 浦和レッズ | 0 - 1    | ブリスベン・ロアー |
|            | レポート | ボレロ 3分         |

| 埼玉スタジアム2002, さいたま 観客数: 13,527人 主審: イルギス・タンタシェフ |

| 2015年3月4日 19:30 UTC+8 |

| 北京国安              | 1 - 0    | 水原三星ブルーウィングス |
| ダミヤノヴィッチ 65分 | レポート |                          |

| 北京工人体育場, 北京 観客数: 35,567人 主審: ヘッティカムカナムジェ・ペレイラ |

| 2015年3月17日 19:30 UTC+8 |

| 北京国安                      | 2 - 0    | 浦和レッズ |
| バタージャ 78分 · 于大宝 84分 | レポート |            |

| 北京工人体育場, 北京 観客数: 38,355人 主審: アブドゥッラー・ハッサン・モハメド |

| 2015年3月18日 19:30 UTC+10 |

| ブリスベン・ロアー                | 3 - 3    | 水原三星ブルーウィングス        |
| ボレロ 13分 · クラット 22分, 80分 | レポート | 徐訂晋 39分, 50分 · 鄭大世 71分 |

| ロビーナ・スタジアム, ゴールドコースト 観客数: 5,197人 主審: ファハド・アル＝ミルダーシ |

| 2015年4月8日 19:30 UTC+9 |

| 浦和レッズ    | 1 - 1    | 北京国安    |
| 槙野智章 74分 | レポート | 于大宝 33分 |

| 埼玉スタジアム2002, さいたま 観客数: 13,683人 主審: アブドゥッラー・バリデー |

| 2015年4月8日 19:30 UTC+9 |

| 水原三星ブルーウィングス                | 3 - 1    | ブリスベン・ロアー |
| 權昶勳 51分 · 徐訂晋 59分 · 廉基勳 65分 | レポート | デヴィア 76分      |

| 水原ワールドカップ競技場, 水原 観客数: 6,771人 主審: アブドゥッラフマーン・アル・ジャシム |

| 2015年4月21日 19:30 UTC+9 |

| 浦和レッズ    | 1 - 2    | 水原三星ブルーウィングス  |
| ズラタン 69分 | レポート | 高侘元 74分 · カイオ 89分 |

| 埼玉スタジアム2002, さいたま 観客数: 13,924人 主審: アハメド・アルカフ |

| 2015年4月21日 19:30 UTC+8 |

| 北京国安 | 0 - 1    | ブリスベン・ロアー      |
|          | レポート | カルジェロヴィッチ 39分 |

| 北京工人体育場, 北京 観客数: 35,578人 主審: ヴァレンティン・コヴァレンコ |

| 2015年5月5日 19:00 UTC+10 |

| ブリスベン・ロアー      | 1 - 2    | 浦和レッズ                    |
| カルジェロヴィッチ 70分 | レポート | 興梠慎三 24分 · 武藤雄樹 57分 |

| ロビーナ・スタジアム, ゴールドコースト 観客数: 5,941人 主審: アリレザ・ファガニー |

| 2015年5月5日 18:00 UTC+9 |

| 水原三星ブルーウィングス | 1 - 1    | 北京国安              |
| レオ 27分                | レポート | ダミヤノヴィッチ 25分 |

| 水原ワールドカップ競技場, 水原 観客数: 14,380人 主審: ラフシャン・イルマトフ |

#### グループH
| チーム               | 試 | 勝 | 分 | 敗 | 得 | 失 | 差 | 点 |
| -------------------- | -- | -- | -- | -- | -- | -- | -- | -- |
| 広州恒大             | 6  | 3  | 1  | 2  | 9  | 9  | 0  | 10 |
| FCソウル             | 6  | 2  | 3  | 1  | 5  | 4  | +1 | 9  |
| ウェスタン・シドニー | 6  | 2  | 2  | 2  | 9  | 7  | +2 | 8  |
| 鹿島アントラーズ     | 6  | 2  | 0  | 4  | 10 | 13 | −3 | 6  |

| 2015年2月25日 20:00 UTC+8 |

| 広州恒大    | 1 - 0    | FCソウル |
| グラル 31分 | レポート |          |

| 天河体育中心体育場, 広州 観客数: 46,749人 主審: モハナド・カシム・エーセー・サレイ |

| 2015年2月25日 19:00 UTC+9 |

| 鹿島アントラーズ | 1 - 3    | ウェスタン・シドニー                                   |
| 土居聖真 68分    | レポート | 昌子源 54分 (o.g.) · 髙萩洋次郎 86分 · ブリッジ 90+3分 |

| カシマサッカースタジアム, 鹿嶋 観客数: 7,736人 主審: ファハド・アル＝ミルダーシ |

| 2015年3月4日 19:30 UTC+11 |

| ウェスタン・シドニー                | 2 - 3    | 広州恒大                |
| ラ・ロッカ 57分 · カステレン 90+5分 | レポート | グラル 19分, 58分, 64分 |

| パラマタ・スタジアム, パラマタ 観客数: 11,418人 主審: ナゴル・アミル・ヌール・モハメド |

| 2015年3月4日 19:30 UTC+9 |

| FCソウル    | 1 - 0    | 鹿島アントラーズ |
| 金珍圭 66分 | レポート |                  |

| ソウルワールドカップ競技場, ソウル 観客数: 5,790人 主審: アリレザ・ファガニー |

| 2015年3月18日 20:00 UTC+8 |

| 広州恒大                                            | 4 - 3    | 鹿島アントラーズ                              |
| グラル 10分, 62分 · エウケソン 57分 · 趙旭日 90+2分 | レポート | 高崎寛之 36分 · 土居聖真 51分 · 柴崎岳 90+3分 |

| 天河体育中心体育場, 広州 観客数: 48,651人 主審: モフド・アミリル・イズマン・ビン・ヤーコブ |

| 2015年3月18日 19:30 UTC+9 |

| FCソウル | 0 - 0    | ウェスタン・シドニー |
|          | レポート |                      |

| ソウルワールドカップ競技場, ソウル 観客数: 5,645人 主審: アマル・アリ・アルジェネイビ |

| 2015年4月7日 19:30 UTC+10 |

| ウェスタン・シドニー | 1 - 1    | FCソウル    |
| ブラット 12分        | レポート | 高余韓 72分 |

| パラマタ・スタジアム, パラマタ 観客数: 7,073人 主審: ヴァレンティン・コヴァレンコ |

| 2015年4月7日 19:00 UTC+9 |

| 鹿島アントラーズ                     | 2 - 1    | 広州恒大        |
| 遠藤康 19分 (pen.) · 高崎寛之 90+3分 | レポート | エウケソン 75分 |

| カシマサッカースタジアム, 鹿嶋 観客数: 7,033人 主審: アマル・アリ・アルジェネイビ |

| 2015年4月21日 19:30 UTC+10 |

| ウェスタン・シドニー | 1 - 2    | 鹿島アントラーズ                |
| ルカヴィツヤ 24分    | レポート | 土居聖真 66分 · 金崎夢生 90+1分 |

| パラマタ・スタジアム, パラマタ 観客数: 5,221人 主審: ハミス・モハメド・アル・マッリ |

| 2015年4月21日 19:30 UTC+9 |

| FCソウル | 0 - 0    | 広州恒大 |
|          | レポート |          |

| ソウルワールドカップ競技場, ソウル 観客数: 17,157人 主審: アブドゥッラフマーン・アル・ジャシム |

| 2015年5月5日 19:00 UTC+8 |

| 広州恒大 | 0 - 2    | ウェスタン・シドニー              |
|          | レポート | ブリッジ 33分 · ユーリッチ 90+2分 |

| 天河体育中心体育場, 広州 観客数: 35,641人 主審: ナワフ・シュクララ |

| 2015年5月5日 20:00 UTC+9 |

| 鹿島アントラーズ           | 2 - 3    | FCソウル                                           |
| 赤崎秀平 8分 · 柴崎岳 79分 | レポート | 李雄煕 36分 · 昌子源 51分 (o.g.) · モリーナ 90+1分 |

| カシマサッカースタジアム, 鹿嶋 観客数: 19,233人 主審: アブドゥッラー・アル・ヒラリ |